# Jim Turnesa

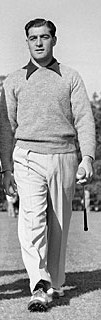
1936

Jim Turnesa (9 december 1912 – 27 augustus 1971) was een Amerikaanse golfprofessional.
Jim was de zoon van Anna en Vitale Turnesa, een Italiaanse immigrant die in 1889 naar de Verenigde Staten kwam. Hij poetste schoenen op een veerboot bij Manhattan en verhuisde met zijn gezin naar Elmsford, N.Y., toen daar een golfbaan werd aangelegd. Hij ging daar werken voor de aannemer en later ook voor de golfclub. Ze kregen zeven zonen, die daardoor met golf in aanraking kwamen.

Jim had vijf oudere broers die ook golfprofessional werden, Phil (1896–1987), Frank (1898–1949), Joe (1901–1991), Mike (1907-2000) en Doug (1909–1972). Zijn jongere broer Willie (1914–2001) was de enige die amateur bleef, nadat zijn broers geld bij elkaar legden om hem te laten studeren. Ze leerden golf spelen op de Fairview Country Club, waar hun Vitale dagarbeider was. Jims vrouw Mary leeft nog (2012). 
Jim werd geboren in hetzelfde jaar als Byron Nelson, Ben Hogan en Sam Snead. In 1952 won hij het Amerikaanse PGA Kampioenschap op de Big Spring Country Club in Springville, Texas, op de 36ste hole met 1 up van Chick Harbert Tien jaar eerder had hij de finale verloren van Sam Snead, en in 1927 verloor zijn broer Joe de finale van Walter Hagen.
Jim werd head professional van de Knollwood Country Club.

## Gewonnen
PGA Tour
- 1951: Reading Open
- 1952: Amerikaanse PGA Kampioenschap

Elders
- 1937: Rhode Island Open
- 1959: Metropolitan Open
- 1960: Haig & Haig Scotch Foursome (met Gloria Armstrong)